# August Schmidt (General, 1892)

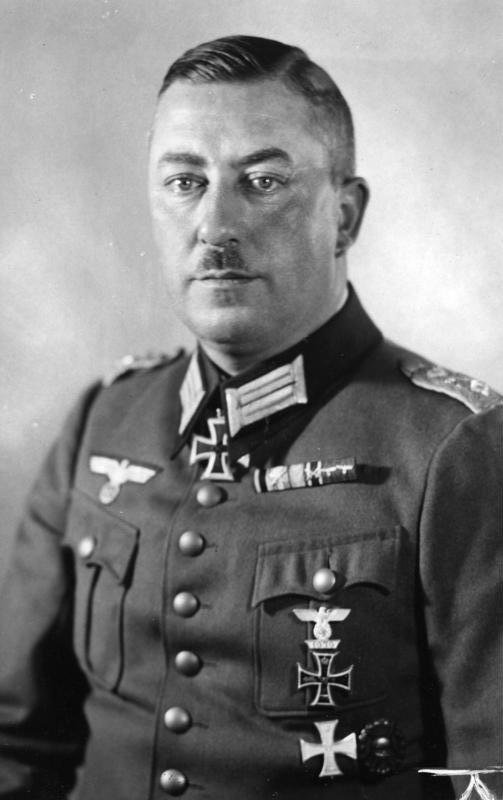
August Schmidt, 1939

August Schmidt (* 3. November 1892 in Fürth; † 17. Januar 1972 in München) war ein deutscher Offizier, zuletzt Generalleutnant im Zweiten Weltkrieg.

## Leben
Schmidt trat 1911 in die Bayerische Armee ein und diente im Ersten Weltkrieg als Zugführer, Kompaniechef und Bataillonskommandeur, aber auch als Ordonnanzoffizier und Regimentsadjutant. Der mehrfach bewährte Offizier wurde als Oberleutnant in die Reichswehr übernommen und 1923 zum Hauptmann befördert. Aus unbekannten Gründen schied er im März 1933 aus dem Dienst aus, wurde aber schon am 1. November 1933 als Major wieder eingestellt. In den folgenden Jahren wechselte Schmidt zwischen verschiedenen Truppenkommandos. Am 1. April 1934 wurde er Bataillonskommandeur im Infanterie-Regiment 41, bevor er am 1. Oktober 1934 die gleiche Funktion im Infanterie-Regiment 7 übernahm.
Am 15. Januar 1939 wurde der inzwischen zum Oberst beförderte Schmidt schließlich als Kommandeur (Kdr.) des Infanterie-Regiments 20 eingesetzt, das zur 10. Infanterie-Division gehörte. Er führte diesen Verband im Polen- (1939) und Westfeldzug (1940). Danach wurde die Division in einen motorisierten Verband umgewandelt. Auch während der ersten Wochen des Krieges gegen die Sowjetunion bewährte sich Schmidt als Kommandeur. Er hatte „für seine zielbewusste Führung“ und „die hervorragenden Leistungen seines Regiments“ als erster Regimentskommandeur des Heeres bereits am 27. Oktober 1939 das Ritterkreuz des Eisernen Kreuzes erhalten. Im Russland hatte er sich erneut beim schnellen Vorstoß über den Dnepr sowie bei den Kämpfen bei Mogilew und im Brückenkopf Propojsk ausgezeichnet. Der Divisionskommandeur Generalleutnant Friedrich-Wilhelm von Loeper schlug deshalb vor, Schmidt bevorzugt zu befördern. Die vorgesetzten Dienststellen (General Leo Geyr von Schweppenburg – Kdr. XXIV. Panzerkorps bzw. Generaloberst Heinz Guderian – Kdr. Panzergruppe 2) befürworteten den Antrag. Schmidt wurde daher am 10. Oktober 1941 zum Generalmajor befördert.
Allerdings war er zuvor am 27. August an der Hand verwundet worden. So blieb Schmidt zunächst in der Führerreserve. Kurzzeitig kommandierte Schmidt in Vertretung die Ersatzdivision 193 und die Division z. b. V. 413, bevor er am 31. Januar 1942 zum neuen Kommandeur der 50. Infanterie-Division auf der Krim bestimmt wurde. Nach nur etwa zwei Wochen brach die alte Verwundung wieder auf und machte eine Operation nötig, sodass Schmidt am 17. Februar 1942 erneut in die Führerreserve versetzt werden musste. Nach seiner Genesung übernahm Schmidt am 5. Mai 1942 (später auf den 26. April zurückdatiert) die Führung seiner angestammten 10. Infanterie-Division. Dieser Division hatte inzwischen schwere Verluste erlitten und sollte ein Jahr lang im Stellungskrieg im Raum Spas-Demensk verbringen. Auch hier wurde Schmidt von seinen Vorgesetzten (General Ferdinand Schaal – Kdr. LVI. Panzerkorps) äußerst positiv beurteilt und erneut zur vorgezogenen Beförderung empfohlen. So stieg Schmidt bereits am 1. Januar 1943 zum Generalleutnant auf. Daneben erzwang seine alte Verwundung mehrere Genesungsurlaube. Dennoch hielt Schaal Schmidt für fähig ein Korpskommando zu übernehmen. Aber der Oberbefehlshaber der vorgesetzten 4. Armee, General Gotthard Heinrici, wertete Schmidt nur als „guten Durchschnitt“ und beließ ihn auf seinem Posten.
Erst im Januar 1944 führten die Umstände dazu, dass Schmidt auf einer höheren Führungsebene aktiv werden musste. Die 10. Panzergrenadier-Division war zur 8. Armee am Dnepr verlegt worden. Während der Schlacht um Kirowograd (5.–16. Januar 1944) wurde die 8. Armee von überlegenen sowjetischen Truppen angegriffen; Schmidts Division und eine Reihe weitere Verbände gerieten in einen Kessel. Schmidt übernahm neben seiner eigenen Division auch die Führung über die Reste der 376. Infanterie-Division und der 14. Panzer-Division, mit denen ihm unter schweren Verlusten ein Ausbruch gelang. Auch in den folgenden Wochen befehligte er diese „Gruppe Schmidt“ mit einem improvisierten Stab, bevor Ende Februar 1944 das Generalkommando des XXXX. Panzerkorps die Führung übernahm. Am 23. Januar 1944 erhielt Schmidt für seine Leistungen in den Kämpfen um Kiriwograd das Eichenlaub zum Ritterkreuz, aber gleichzeitig wurde er noch immer kritisch beurteilt. General Nikolaus von Vormann stellte in einer dienstlichen Beurteilung fest, dass Schmidt seine Leistungsgrenze wohl erreicht habe.
Der spätere Generalinspekteur der Bundeswehr Ulrich de Maizière diente 1943/44 als Erster Generalstabsoffizier (Ia) in der 10. Panzergrenadier-Division und war somit Schmidts wichtigster Berater. In seinen Memoiren erinnerte er sich später an seinen Kommandeur:

„Er kannte die Truppe und ihre Führer genau, mit denen ihn viele gemeinsame Erlebnisse verbanden. Als gewachsenem Truppenoffizier blieben ihm ihre Probleme vertraut. Er sprach ihre kräftige Sprache und spürte, wann er hart zuzupacken hatte und wann er sein fürsorgliches Herz sprechen lassen konnte. Körperlich knapp mittelgroß und stämmig, temperamentvoll, wohl auch gelegentlich unbeherrscht, besaß er einen Instinkt sowohl für Chancen als auch für Gefahren im Gefecht. [...] In der Truppe nannte man ihn voll Anerkennung den »Bauerngeneral«.“

Während der Operation von Jassy-Kischinew wurde die 10. Panzergrenadier-Division bis Ende August 1944 fast vollständig zerschlagen. Am 20. August war die sowjetische Offensive losgebrochen, am 23. August wechselte Rumänien die Seiten, sodass die deutschen Divisionen zwischen verschiedene Feuer gerieten. Schmidt teilte seine Division in Kampfgruppen und versuchte – ohne Verbindung zu vorgesetzten Dienststellen – sich nach Westen durchzukämpfen. Reste der Division überquerten ohne Ausrüstung und Waffen am 30./31. August die Donau ins verbündete Bulgarien. Schmidt nahm dort Verbindung zur Deutschen Militärmission in Sofia auf und konnte die Evakuierung einiger Soldaten und Offiziere erreichen, bevor auch Bulgarien wenige Tage darauf abfiel und dem Deutschen Reich den Krieg erklärte.
Die 10. Panzergrenadier-Division war vernichtet; Schmidt wurde am 2. September 1944 in die Führerreserve versetzt. Der allgemeine Mangel an Offizieren führte jedoch dazu, dass Schmidt bereits am 15. September als Kommandierender General des LXXII. Armeekorps in Ungarn eingesetzt wurde. Allerdings bewährte er sich dabei nicht. In einer Beurteilung vom 12. Januar 1945 hielt der Oberbefehlshaber der 6. Armee General Hermann Balck fest: „Seine Leistungsgrenze war bereits als Div.Kdr. erreicht. Zum Komm.Gen. fehlt das Format.“ Da auch andere Dienststellen dieses Urteil teilten, wurde Schmidt am 22. Januar 1945 in die Führerreserve versetzt. Ab März 1945 war er Kommandeur der 158. Feldausbildungs-Division, welche im Troppau kämpfte.
Am 8. April 1945 geriet Schmidt als Kommandeur der 158. Feldausbildungs-Division in sowjetische Kriegsgefangenschaft und kehrte erst 1955 nach Deutschland zurück. Anschließend lebte er in München und widmete sich der Aufarbeitung seiner Vergangenheit, wobei er sich „zutiefst“ mit seiner ehemaligen Division identifizierte. Er rief einen Traditionsverband ins Leben und verfasste ein Buch über die Geschichte der 10. Panzergrenadier-Division. Darüber hinaus hielt er bis zu seinem Tod weiter Kontakt zu seinem ehemaligen Stabschef Ulrich de Maizière, der inzwischen zur Aufbaugeneration der Bundeswehr gehörte. Schmidt verstarb 1972 und wurde auf dem Waldfriedhof beigesetzt.
Auszeichnungen
- Eisernes Kreuz (1914) II. und I. Klasse
- Verwundetenabzeichen (1918) in Schwarz
- Spange zum Eisernen Kreuz II. und I. Klasse
- Ritterkreuz des Eisernen Kreuzes mit Eichenlaub[12][13]
  - Ritterkreuz am 27. Oktober 1939
  - Eichenlaub am 23. Januar 1944 (371. Verleihung)